# Со Жань
Со Жань (19 серпня 1994) — китайська плавчиня.
Призерка Чемпіонату світу з плавання на короткій воді 2018 року.
Призерка Азійських ігор 2014 року.